# Ladislav Kříž
Ladislav Kříž (* 28. Januar 1944 in Prag) ist ein ehemaliger tschechoslowakischer Sprinter.
Im Jahr 1966 kam er bei den Europäischen Hallenspielen in Dortmund in der 4-mal-320-Meter-Staffel auf den zweiten Platz. Bei den Europameisterschaften in Budapest wurde er Fünfter über 200 Meter und Siebter in der 4-mal-100-Meter-Staffel.
Bei den Europäischen Hallenspielen 1967 in Prag gewann er als zweiter Läufer der tschechoslowakischen Mannschaft Bronze in der 1500-Meter-Staffel. 
1969 gewann er bei den Europameisterschaften in Piräus Bronze in der 4-mal-100-Meter-Staffel. Über 100 Meter schied er im Vorlauf und über 200 Meter im Halbfinale aus. Bei den Europameisterschaften 1971 in Helsinki siegte er zusammen mit Juraj Demeč, Jiří Kynos und Luděk Bohman in der 4-mal-100-Meter-Staffel. Über 200 Meter scheiterte er in der ersten Runde.
1972 erreichte er bei den Olympischen Spielen in München über 200 Meter das Viertelfinale.

## Persönliche Bestzeiten
- 100 m: 10,2 s, 6. September 1969, Prag
- 200 m: 20,8 s, 1967